# デビッド・ボボラ
デビッド・ボボラ（David Vobora 1986年4月8日- ）はオレゴン州ユージーン出身のアメリカンフットボール選手。現在フリーエージェント。ポジションはラインバッカー。

## 経歴

### プロ入りまで
地元のチャーチル高校に進学した彼は2年の時からキャプテンとなり、LB、QB、RBとしてプレーした。3年のときにはQBとしてミッドウェスタンリーグのオールチームに選出されると共に1,2年次にはラインバッカーとしてカンファレンスのファーストチームに選ばれたこともある。3年のときにはバスケットボールでも活躍した。
アイダホ大学に進学した彼は45試合に出場（33試合に先発出場）し、大学史上6位となる341タックル（209ソロタックル）をあげたがこのうち28回はロスタックルであり、さらに3サックをあげた。またファンフルフォース6回、ファンブルリカバー3回、インターセプト2回、パスブロック5回を数えた。
1年次の2004年から全12試合に出場（その内3試合は先発出場）し17タックルをあげた。2年次の2005年には全11試合に出場（その内6試合は先発出場）し、43タックル（32ソロタックル）、その内、6ロスタックル、3ファンブルフォース、2ファンブルリカバーの成績を残した。3年次の2006年にはチームトップの134タックル（101ソロタックル）、その内15.5ロスタックル、2サック、2ファンブルフォース、1インターセプトなどの成績を残しウェスタンアスレティック・カンファレンスのファーストチームに選出された。4年次の2007年にも148タックル（59ソロタックル）、1サック、1インターセプト、1ファンブルリカバーで2年連続でカンファレンスのファーストチームに選ばれた。

### NFL
2008年のNFLドラフトで7巡目全体252番目（この年のドラフト最後の指名）でセントルイス・ラムズに指名されて、同年7月22日に3年間124万ドルの契約を結び入団した。8月30日に53人のロースターに選手を絞り込むための最後の選手カットが行われたが彼は2000年代に入ってからその年のドラフトで最後に指名された選手としては初めて開幕ロースターに残った。しかし彼がロースターに残れたのは開幕週だけとなった。開幕戦から2日後、ウェーバー公示されることとなり、エディ・ケニソンにロッカールームを譲ることとなったが練習生としてチームに残留することができた。11月4日にドリュー・ベネット、ダンテ・ホールが故障者リスト入りすると彼は再びロースターに返り咲いた。11月30日のマイアミ・ドルフィンズ戦で彼はその年のドラフト最後に指名された選手としては1994年にドラフト入りしたマーティ・ムーア以来となる先発出場を果たした。この試合で彼はチーム2位の5タックルをあげたが試合は12-16で敗れた。
2009年、開幕戦直前、ベテランLBのクリス・ドラフトが契約の見直しを拒んだため、チームはドラフトを戦力外にし、彼に先発の座が回った。2009年9月30日、NFLの行動規範違反により4試合の出場停止となった。これは彼が摂取していたサプリメントの中にラベルには書かれていない物質が含まれていたためである。彼は製造会社を訴え、2011年6月、彼の弁護士は裁判所により、540万ドルの損害賠償の受取りが認められたと語った。同年8月12日、ラムズから解雇された。
8月22日、シアトル・シーホークスと契約を結んだが2週間後の9月4日、解雇され、10月4日にシーホークスと再契約を結び6試合に出場したが、11月下旬のワシントン・レッドスキンズ戦で左肩を負傷、故障者リスト入りしシーズンを終えた。シーズンオフには契約延長のオファーはなく、フリーエージェントとなった。